# Cesare Bernazzano
Cesare Bernazzano (né à Milan en Lombardie) était un peintre italien du début du XVIe siècle, actif vers 1530.

## Biographie
Cesare Bernazano est né à Milan, et a peint des natures mortes des paysages, des animaux et des fruits. Les images figurant dans ses peintures de paysage sont généralement de Cesare da Sesto.

## Sources
- (en) Cet article est partiellement ou en totalité issu de l’article de Wikipédia en anglais intitulé « Cesare Bernazano » (voir la liste des auteurs).